# 거문도

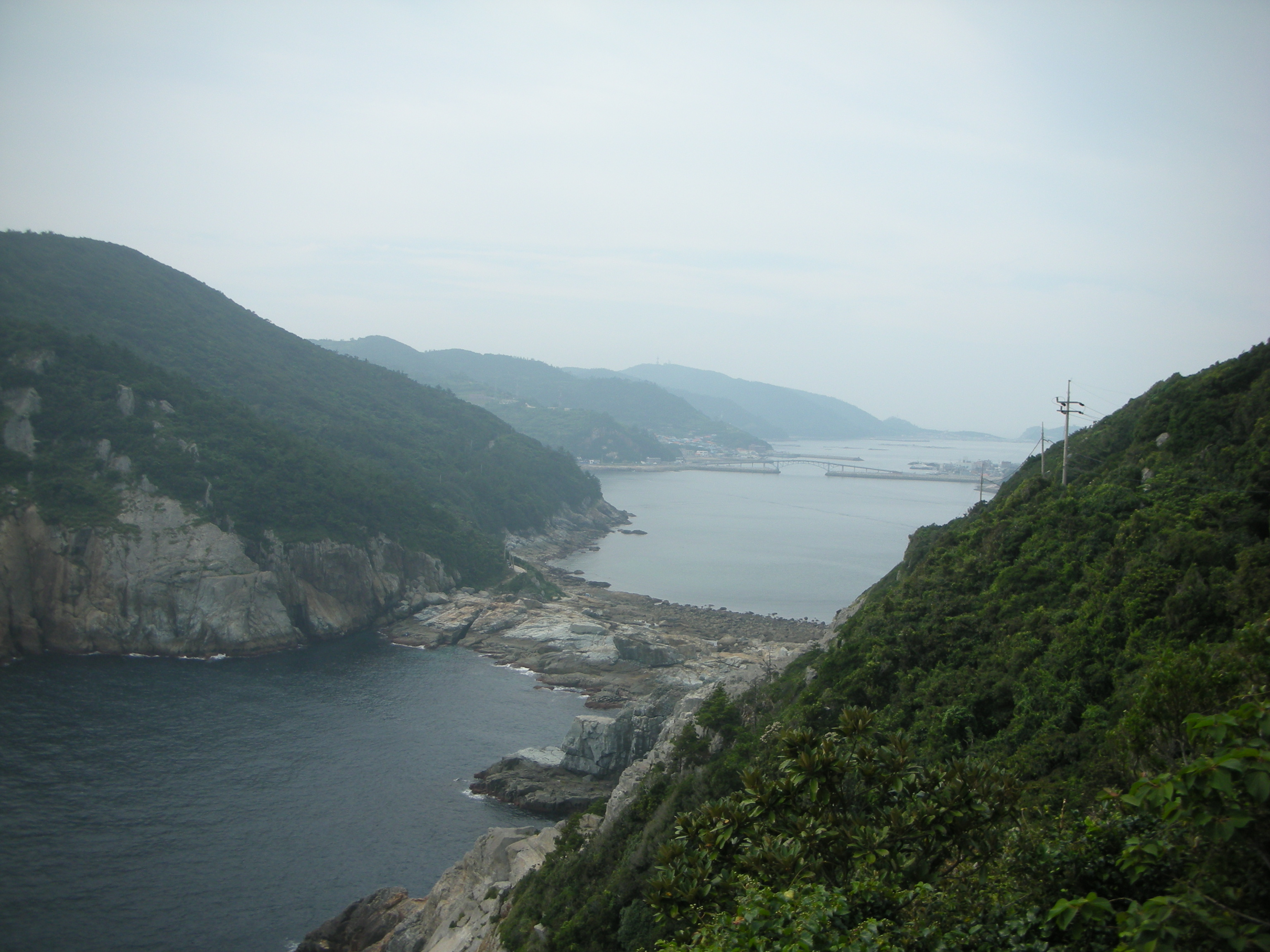
수월산에서 바라본 서도 전경

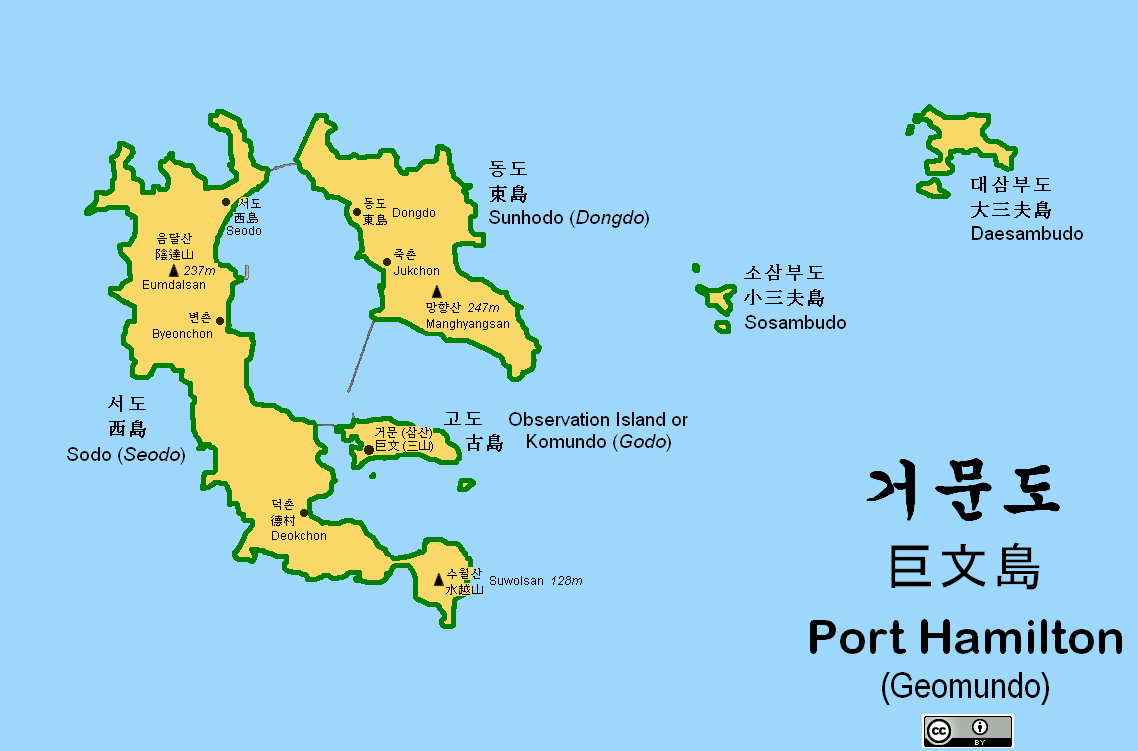
거문도 지도

거문도(巨文島)는 대한민국 남해 연안의 섬으로, 전라남도 여수시 삼산면의 주도(主島)이다. 고도(古島)·서도·동도의 세 섬으로 이루어져 있어서 삼도(三島) 또는 삼산도(三山島)라고도 불렸는데, 그 중 고도만을 가리켜 거문도라고 칭하기도 한다.
고흥반도의 정남쪽 남해 한가운데, 제주도와 여수의 중간 지점에 있어서 어업과 전략상 중요한 곳이며, 구한말 외세의 세력 다툼 때문에 1885년 영국이 이곳을 불법 점거한 거문도 사건(1885년 4월 ~ 1887년 2월)이 일어나기도 했다. 그래서 영국에서는 거문도(巨文島)를 포트 해밀턴(Port Hamilton)이라고 부른다.
현재 거문도 지역은 다도해해상 국립공원에 속한다.

## 지명
거문도는 아름드리 나무가 빽빽하여 섬이 한낮에도 어둡다는 뜻으로 고유어 "검은"을 거문(巨文)으로 차자(借字)했다는 설과 1885년 거문도 사건 때 청나라의 정여창이 섬주민들과 말이 통하지 않아 필담(筆談)을 나누다가 그 문장에 놀라 거문(巨文)이라고 부르기 시작했다는 설이 있다.
거문도라고 불리기 전에는 3개의 섬으로 이루어졌다고 하여 '삼도(三島)'라고도 불렸다. 영국인들은 거문도 사건 당시 이 섬에 포트해밀턴(영어: Port Hamilton)이란 이름을 붙였다.

## 지리
거문도는 고도(古島)·서도·동도의 3개 섬으로 이루어져 있으며, 면적은 12 km2이다. 부속섬으로 삼부도와 백도를 거느리고 있다. 고도와 서도, 동도는 바다를 가운데 두고 병풍처럼 둘러쳐져 있는데, 그 가운데에는 약 5 km2의 수심이 깊은 바다가 호수처럼 형성돼 있어 큰 배가 드나들 수 있는 천혜의 항만을 이룬다.
이 때문에 거문도 항은 번번히 열강의 침입을 받았으며, 1885년 영국은 러시아 제국의 세력을 막는다는 구실로 이 곳을 불법 점거하는 거문도 사건을 일으켰다. 영국군은 1887년 2월 철수했으나, 이후 일본 제국이 이 곳을 어업 기지이자 행정의 중심지로 개발하였다. 1905년 남해 연안 최초의 거문도 등대가 건립된 것도 이러한 중요성 때문이었다.
현재는 남해의 어업기지로서 성어기(盛漁期)에는 전국에서 어선들이 몰려든다. 여수시 삼산면의 면사무소 소재지로 행정의 중심지이며, 교육기관으로는 초등학교와 중학교가 있다.
거문도에서 동쪽 25 km 지점에 있는 무인군도(無人群島)인 백도는 상백도와 하백도로 나뉘는데, 바람과 파도가 빚어낸 바위와 벼랑의 갖가지 기묘한 형상이 탄성을 자아내어 '남해의 소금강'으로 불린다.

## 교통
본래 거문도는 세 섬이 서로 연결되어 있지 않아 나룻배를 이용해 이동하다가 1991년 고도와 서도를 잇는 길이 250m의 삼호교가 개설되었다.
- 삼호교

설계 하중이 13.5t에 불과해 차량 통행에 애로사항이 많고 관광객의 증가, 다리의 노후화로 인해 2013년 여수시에서는 제2삼호교를 신설하기로 하였다. 새로운 삼호교가 건설되면 기존 삼호교는 인도교로만 사용될 예정이다.
- 거문교

서도와 동도를 잇는 다리로 2010년 12월 22일에 기공식을 가지고, 2015년 9월에 길이 560m의 사장교로 완공되었다.

## 같이 보기
- 거문도뱃노래
- 거문도뱃놀이
- 거문도 사건
- 백도